# サングリア

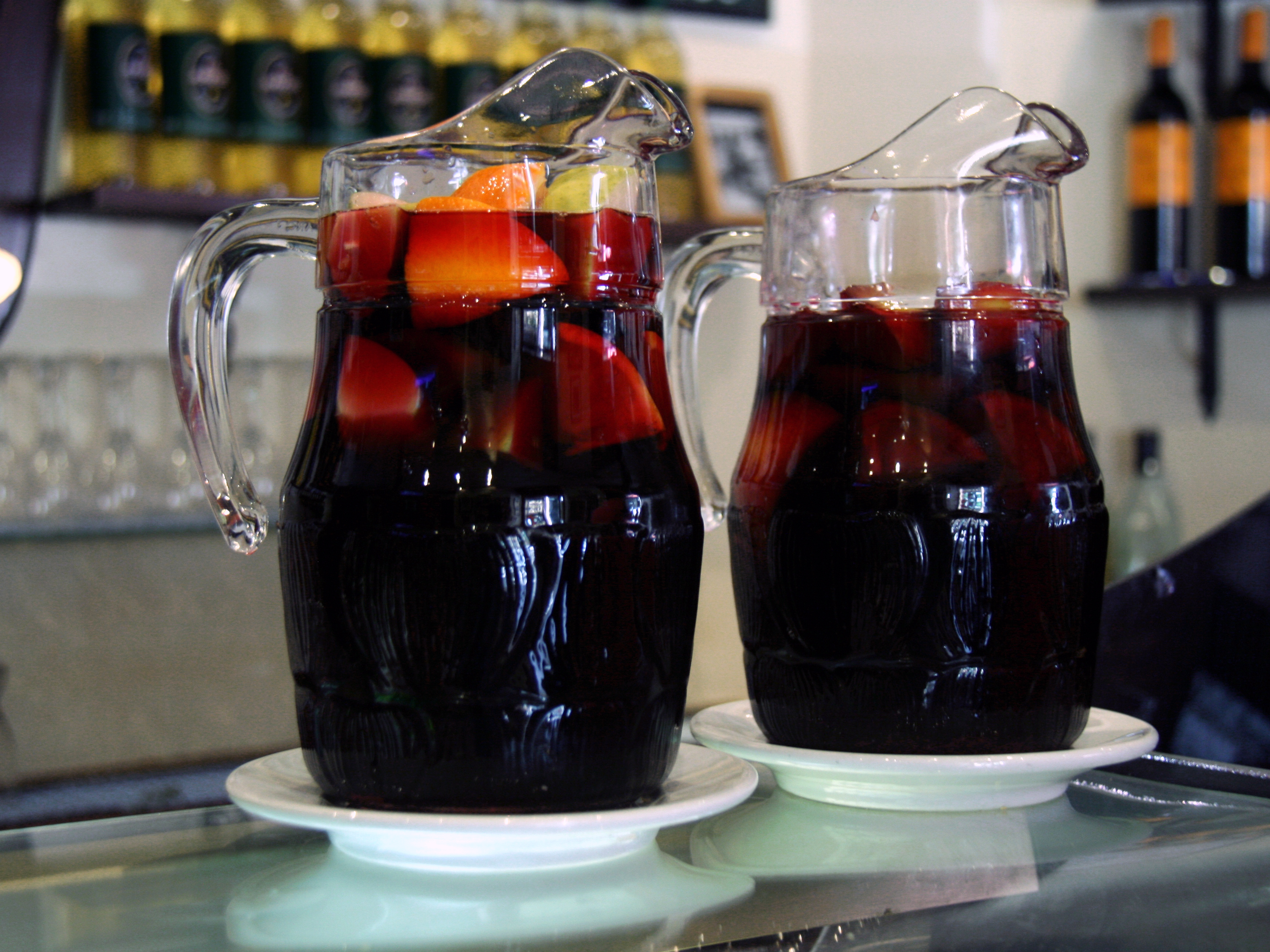
サングリア

サングリア（西: sangría）は、スペインやポルトガルでよく飲まれているフレーバードワインの一種。
赤ワインに、一口大またはスライスした果物と甘味料を入れ、風味付けとしてブランデーあるいはスパイス（シナモンなど）を少量加え、一晩寝かす。
日本では、酒類製造免許がないものが通常のレシピで造ると酒税法違反となる（後述）。

## 概要
使用する果物にはレモン、リンゴ、バナナ、オレンジなどがある。甘味料としては砂糖・蜂蜜あるいはオレンジジュースなどの果物ジュースを用い、風味付けとしてはラム酒の場合もある。炭酸水や水で割って飲む場合もある。
清涼感があるため夏場によく飲まれる。冷蔵庫や氷でよく冷やして、フルーツの味を馴染ませるとより一層美味しい。
スペインでは比較的日常的な場面で飲まれ、安いワインで作られることが多い。家庭などで手作りする他、ドン・シモンなど果汁飲料を造るメーカーも既製品を製造販売している。
sangríaはスペイン語で「出血」「瀉血」「流出」などを意味する。語源は「血」を意味するサングレ（西: sangre）。

## 類似の飲料
スペイン北部では、桃やネクタリンを使ったスーラ（西: zurra）と呼ばれるサングリアもある。赤ワインをソーダのみで割ったティント・デ・ベラーノ（西: tinto de verano）も同様に非常に好まれている。
赤ワインの代わりに白ワインを使ったものはサングリア・ブランカ（西: sangría blanca、ブランカは白という意味）と呼ばれ、主にソーヴィニョン・ブランを用いる。
また日本では、日本酒にドライフルーツ、テンサイ糖、ハッカ糖で香りと甘味をつけて飲む酒類が「ぽんしゅグリア」という商品名で売られている。

## 酒税法との関係
日本では混成酒（いわゆる梅酒のような果実酒）を家庭で作る場合でも20度以上の酒に漬けることが前提である。家庭用といえども、酒類製造免許を所持しない者が、20度未満の醸造酒であるワインで作製した場合は、酒税法違反となる。
どうしても飲みたい場合は、もうひとつの例外規定である「消費の直前において酒類と他の物品（酒類を含む）との混和をする場合」に該当するように、一杯ごとに飲む直前に果物を入れることになる。ただし、これをサングリアといえるかどうかは別途検討が必要である（ナスやキュウリに、食べる直前に糠をまぶした物を「糠漬け」と言えるか、というようなもの）。この場合は、飲食店等が客の注文に応じて行う場合も含まれる。法的には酎ハイやカクテルの提供と同じ扱いである。
また、店舗での提供は20度以上の蒸留酒となっている為、スタンダードなレシピでは提供自体ができない。
国税庁は記事のインタビューにおいて、通常レシピのサングリアは酒税法違反であると、見解を表明している。